# Führereid
Der Führereid oder Eid auf den Führer war ein Eid, der in Deutschland während der Zeit des Nationalsozialismus von verschiedenen Personengruppen verlangt wurde. Im militärischen Kontext wurde manchmal synonym von Fahneneid gesprochen.

## Entstehung
Mit dem Tod des Reichspräsidenten Paul von Hindenburg am 2. August 1934 wurden die Ämter des Reichskanzlers und des Staatsoberhaupts verschmolzen. Seit diesem Datum führte Hitler die Amtsbezeichnung „Führer und Reichskanzler“. Noch am selben Tag ließ Reichswehrminister Werner von Blomberg die Soldaten der Reichswehr auf den „Führer des Deutschen Reiches und Volkes, … Adolf Hitler“ vereidigen.
Die sofortige Vereidigung der Soldaten der Reichswehr auf Hitler als Person nach dem Tod Hindenburgs war das Resultat machttaktischer Überlegungen der Hitler-Unterstützer und -Bewunderer Reichswehrminister Werner von Blomberg und Walter von Reichenau. Ihnen war klar geworden, dass die Absicht des Reichskanzlers Hitler, beim Tod des Reichspräsidenten Hindenburg dessen Befugnisse zu übernehmen, auch die Übernahme des Oberbefehls über die Reichswehr bedeutete. Durch ihre Initiative wollten sie erreichen, dass Hitler, der sich mit der „Niederschlagung des Röhm-Putsches“ im Juni 1934 ihrer Ansicht nach für die Reichswehr als „einzigem Waffenträger der Nation“ entschieden habe, den Oberbefehl als „Führer“ des deutschen Volkes und nicht der NSDAP ausüben könne. Von der mit Hitler zuvor abgesprochenen Vereidigung auf seine Person erwarteten sie sich ein erhöhtes Gewicht der Reichswehr im sich etablierenden NS-Staat.
Die Vereidigung erfolgte noch am selben Tag aufgrund einer „ministeriellen Verordnung“ Blombergs ohne direkte Verständigung mit der Reichsregierung einschließlich Hitler und ohne die erforderliche gesetzliche Voraussetzung. Reichenaus Eidesformel, der keine verfassungsrechtlichen Überlegungen vorausgegangen waren, und die bei der Titulatur Hitlers als „Führer des Deutschen Reiches und Volkes“ von der am selben Tag gesetzlich festgeschriebenen abwich, hatte Reichenau seinem Mitarbeiter Major Hermann Foertsch diktiert. Hitler sanktionierte sie am 20. August 1934 mit seiner Unterschrift unter das Gesetz über die Vereidigung der Beamten und der Soldaten der Wehrmacht als „Führer und Reichskanzler“ gesetzlich.

## Eidesformel

### Reichswehr

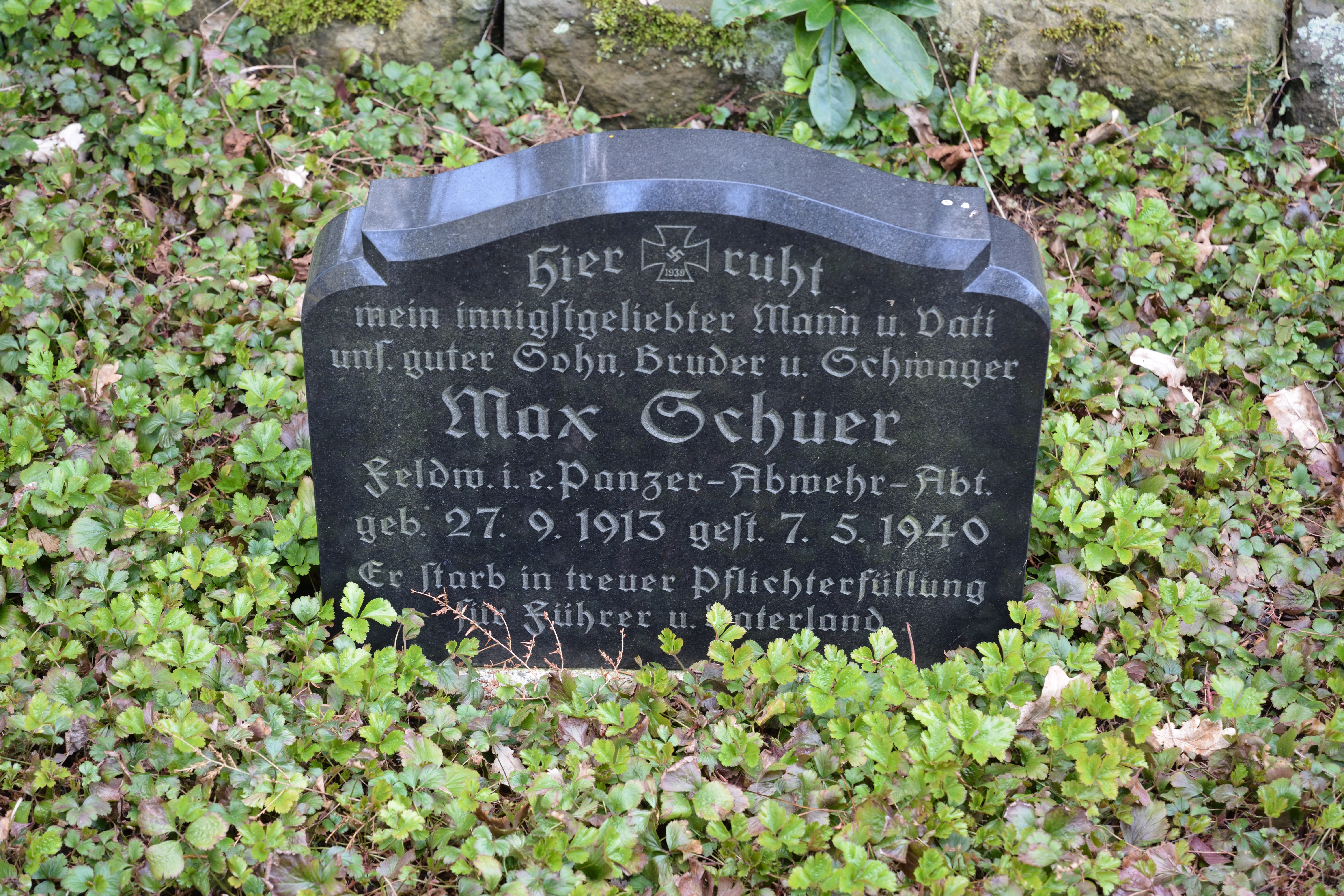
Grabstein auf dem Nordfriedhof Neumünster

„Ich schwöre Treue der Reichsverfassung und gelobe, daß ich als tapferer Soldat das Deutsche Reich und seine gesetzmäßigen Einrichtungen jederzeit schützen, dem Reichspräsidenten und meinen Vorgesetzten Gehorsam leisten will.“

„Ich schwöre bei Gott diesen heiligen Eid, daß ich Volk und Vaterland allzeit treu und redlich dienen und als tapferer und gehorsamer Soldat bereit sein will, jederzeit für diesen Eid mein Leben einzusetzen.“

### Reichswehr ab 2. August 1934 und Wehrmacht
„Ich schwöre bei Gott diesen heiligen Eid, daß ich dem Führer des Deutschen Reiches und Volkes, Adolf Hitler, dem Oberbefehlshaber der Wehrmacht unbedingten Gehorsam leisten und als tapferer Soldat bereit sein will, jederzeit für diesen Eid mein Leben einzusetzen.“

Um seinen militärischen Machtanspruch zu sichern, änderte Hitler durch Gesetz die Bezeichnung Oberbefehlshaber in Oberster Befehlshaber:

„Ich schwöre bei Gott diesen heiligen Eid, daß ich dem Führer des Deutschen Reiches und Volkes, Adolf Hitler, dem Obersten Befehlshaber der Wehrmacht, unbedingten Gehorsam leisten und als tapferer Soldat bereit sein will, jederzeit für diesen Eid mein Leben einzusetzen.“

Walter von Reichenau, der maßgeblich am Aufbau der Wehrmacht beteiligt war, diktierte seinem Mitarbeiter Hermann Foertsch diese Eidesformel zur Niederschrift. Nach Sprechen der Eidesformel hatten die Soldaten auf Hitler ein Hurra auszubringen.

### SS
- Eidesformel der Schutzstaffel (SS):

„Ich schwöre Dir, Adolf Hitler, als Führer und Kanzler des Deutschen Reiches, Treue und Tapferkeit.“
„Ich gelobe Dir und den von Dir bestimmten Vorgesetzten Gehorsam bis in den Tod! So wahr mir Gott helfe!“
„Ich schwöre Dir, Adolf Hitler, als Führer und Kanzler des Deutschen Reiches Treue und Tapferkeit. Wir geloben Dir und den von Dir bestimmten Vorgesetzten Gehorsam bis in den Tod. So wahr mir Gott helfe!“

### Beamte
Aus dem Gesetz über die Vereidigung der Beamten und der Soldaten der Wehrmacht vom 20. August 1934:

„§ 1. Die öffentlichen Beamten und die Soldaten der Wehrmacht haben beim Eintritt in den Dienst einen Diensteid zu leisten.
§ 2. 1. Der Diensteid der öffentlichen Beamten lautet:
‚Ich schwöre: Ich werde dem Führer des Deutschen Reiches und Volkes Adolf Hitler treu und gehorsam sein, die Gesetze beachten und meine Amtspflichten gewissenhaft erfüllen, so wahr mir Gott helfe.‘ […]
§ 3. Die im Dienst befindlichen Beamten sind unverzüglich gemäß § 2 Ziffer 1 zu vereidigen.“

Das Deutsche Beamtengesetz vom 26. Januar 1937 legte fest:

„Ein im deutschen Volk wurzelndes, von nationalsozialistischer Weltanschauung durchdrungenes Berufsbeamtentum, das dem Führer des Deutschen Reichs und Volkes, Adolf Hitler, in Treue verbunden ist, bildet einen Grundpfeiler des nationalsozialistischen Staates. Daher hat die Reichsregierung das folgende Gesetz beschlossen, das hiermit verkündet wird:
§§ 1. bis 3.
 […].
2. Treueid
§ 4. (1) Die besondere Verbundenheit mit Führer und Reich bekräftigt der Beamte mit folgendem Eide, den er bei Antritt seines ersten Dienstes zu leisten hat:
‚Ich schwöre: Ich werde dem Führer des Deutschen Reiches und Volkes, Adolf Hitler, treu und gehorsam sein, die Gesetze beachten und meine Amtspflichten gewissenhaft erfüllen, so wahr mir Gott helfe.‘
(2) Gestattet ein Gesetz den Mitgliedern einer Religionsgesellschaft an Stelle des Eides andere Beteuerungsformeln zu gebrauchen, so kann der Beamte, der Mitglied einer solchen Religionsgesellschaft ist, diese Beteuerungsformel sprechen.
(3) Erklärt der Beamte, daß er Bedenken habe, den Eid in religiöser Form zu leisten, so kann er ihn ohne die Schlußworte leisten.“

### Jugendliche
Beim Übertritt von Jungvolk bzw. Jungmädelbund in HJ und BDM im Alter von 14 Jahren lautete das Gelöbnis:

„Ich gelobe, dem Führer Adolf Hitler treu und selbstlos in der Hitlerjugend zu dienen. Ich gelobe, mich allezeit einzusetzen für die Einigkeit und Kameradschaft der deutschen Jugend. Ich gelobe Gehorsam dem Reichsjugendführer und allen Führern der HJ. Ich gelobe bei unserer heiligen Fahne, daß ich immer versuchen will, ihrer würdig zu sein, so wahr mir Gott helfe!'“

### Weitere Personengruppen
Von Hochschulprofessoren wurde der Eid verlangt (Kurt von Fritz und Karl Barth waren die einzigen Hochschullehrer in Deutschland, die 1934 den Führereid verweigerten); ebenso von Krankenschwestern (siehe Krankenpflege im Nationalsozialismus) und von manchen Studentengruppen (z. B. verweigerte 1935 der Theologiestudent Heinz Welke den Eid).
In Teilen der evangelischen Kirche war der Eid umstritten (vgl. Paul Schempp). Die Bekennende Kirche lehnte ihn ab. Die evangelische Strömung Deutsche Christen und der Lutherrat befürworteten ihn; die Landesbischöfe der intakten Landeskirchen verlangten ihn dann von ihren Pastoren.
Die Krankenschwestern der NS-Schwesternschaft legten ihren Eid analog zum nationalsozialistischen Verständnis der Wohlfahrtspflege und der sogenannten „Neuen Deutschen Heilkunde“ auf den Führer ab.

## Bedeutung
1935 wurde die Wehrpflicht im Deutschen Reich wiedereingeführt: Seither drohten Kriegsdienstverweigerern schwere Zuchthausstrafen – regelmäßig Einweisung in ein KZ – und bei Festhalten ihrer Verweigerung die Todesstrafe.
Während des Zweiten Weltkriegs verfügte § 5 der Kriegssonderstrafrechtsverordnung (KSSVO), dass jeder, der öffentlich dazu aufforderte oder andere anstiftete, den Fahneneid auf Adolf Hitler oder den Wehrdienst zu verweigern, mit dem Tod bestraft werden konnte. Verweigernde Soldaten wurden in der Regel standrechtlich erschossen.
Dennoch gab es bis 1945 etwa 8000 Verweigerer, etwa 6000 davon kriegs- und eidverweigernde Zeugen Jehovas. Von ihnen starben etwa 1200 (635 davon an Haftbedingungen) oder wurden ohne Gerichtsurteil in Haft ermordet; 203 – nach anderen Angaben 250 – davon aufgrund eines Gerichtsurteils wegen ihrer Kriegsdienstverweigerung (siehe Zeugen Jehovas in der Zeit des Nationalsozialismus).
Von einigen Attentätern des 20. Juli 1944 ist bekannt, dass sie sich – trotz ihrer Konspiration gegen Hitler – in starkem Maße durch diesen Eid gebunden fühlten. Andere hingegen maßen ihm kein Gewicht bei, weil sie sich zum Eid gepresst fühlten.
Viele Regimegegner wurden, nachdem ihr Widerstand kriminalisiert worden war, in ein sogenanntes Bewährungsbataillon gepresst – zum Beispiel stellte man sie vor die Wahl „KZ oder Front“. Ab Juli 1941 begann die Wehrmacht damit, erste Soldaten zur Strafdivision 500 einzuberufen. Im Oktober 1942 wurde die Strafdivision 999 aufgestellt. Beide mussten oft in vorderster Front kämpfen. Daneben gab es folgendes Procedere: ein Systemkritiker – zum Beispiel ein Priester oder Pastor, der mit kritischen Predigten aufgefallen war – wurde zum Kriegsdienst eingezogen. Seine Vorgesetzten bekamen die Order, ihn an vorderster Front einzusetzen.

## Bekannte Verweigerer
- Karl Barth (Schweizer Theologe); Folge: Verlust der Professur
- Kurt von Fritz (Hochschullehrer); Folge: zwangsweise Versetzung in den Ruhestand
- Martin Gauger (Rechtsassessor bei Staatsanwalt Wuppertal); Folge: sofortige Entlassung aus der Staatsanwaltschaft, Opfer der Aktion 14f13
- Franz Heckenast (österreichischer Offizier), nach dem „Anschluss“; Folge: Zwangspensionierung, KZ-Haft und dortige Ermordung
- Paul Jacobs (Pastor und Professor in Münster)
- Franz Jägerstätter (Landwirt in Österreich); Folge: Hinrichtung im Zuchthaus Brandenburg an der Havel durch das Fallbeil
- Hermann Klugkist Hesse (Theologe und Kirchenhistoriker)
- Erica Küppers (Theologin aus Hessen); Folge: zwangsweise in den Ruhestand versetzt
- Michael Lerpscher (Wilhams), Laienbruder der Christkönigsgesellschaft in Graz-Ulrichsbrunn, Vollstreckung des Todesurteils in Brandenburg-Görden
- Josef Mayr-Nusser (Bozen), nach Einberufung zur Waffen-SS; Folge: Todesurteil, auf dem Weg ins KZ Dachau gestorben
- Franz Reinisch (Pallottiner Pater aus Österreich), nach Einberufung zur Wehrmacht; Folge: Hinrichtung
- Theodor Roller (CVJM-Mitglied aus Tübingen); Folge: psychiatrische Einweisung
- Joseph Ruf („Bruder Maurus“ der Christkönigsgesellschaft), in der Wehrmacht; Folge: Hinrichtung
- Ulrich Sporleder (ev. Theologe), bei seinem 2. Theologischen Examen 1940; Folge: Keine Anklage
- Karl Steinbauer (ev.-luth. Theologe)
- Rudolf Towarek (Generalmajor in Österreich), nach dem „Anschluss“; Folge: Zwangspensionierung
- Hellmut Traub (Theologe)
- Ernst Volkmann (Gitarrenbauer aus Bregenz), nach Einberufung zur Wehrmacht; Folge: Hinrichtung
- Ludwig Walz (Bekleidungskaufmann und Bürgermeister), nach Einberufung zur Wehrmacht; Folge: drei Tage Gefängnis
- Heinz Welke (Theologe aus Frankfurt), verweigerte als Student
- Ingeborg Willrich (Lehrerin); Folge: u. a. ohne Anspruch auf Ruhegehalt in den Ruhestand versetzt